# مجلة الفقه المقارن
مجلة الفقه المقارن هي مجلة فصلية إسلامية تصدر عن مركز التجديد للدراسات الدينية المقارنة في لبنان وقد شاركت جامعة المذاهب الإسلامية في اعداد جملة من أعداد المجلة. تراس تحريرها أحمد مبلغي. صدر العدد الأول منها في شتاء عام 2013م ووصل أعداد المجلة إلى العدد الخامس في صيف عام 2014.

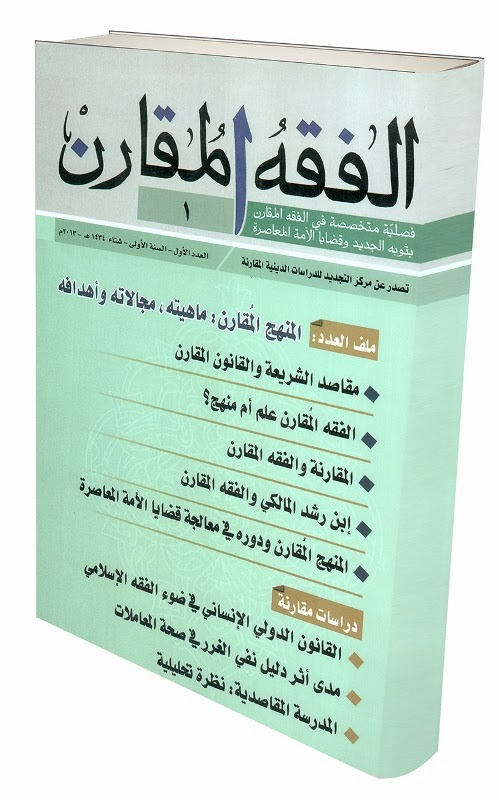
صورة ثلاثية الأبعاد للعدد الأول من مجلة الفقه المقارن

تتشكل الهيئة العلمية للمجلة من شخصيات إسلامية بارزة هي الأستاذ الدكتور بشير البوزيدي، والدكتور حسان موسى، والشيخ سيف الله صرامي والدكتور عبد الرحمن السالمي والشيخ غازي الشبيب والدكتور صاحب محمد نصار والسيد عبد الله بن حمود العزي والشيخ محمد زراقط والأستاذ الدكتور محمد كمال الدين إمام.
وتوجد أسماء شخصيات إسلامية شهيرة في الهيئة الاستشارية للمجلة منهم: الأستاذ الدكتور عبد الفتاح محمود إدريس، والأستاذ الشيخ محسن الأراكي، والأستاذ الشيخ محمد علي التسخيري، والأستاذ الشيخ علي محي الدين القرة داغي، والدكتور الشيخ وهبة الزحيلي.

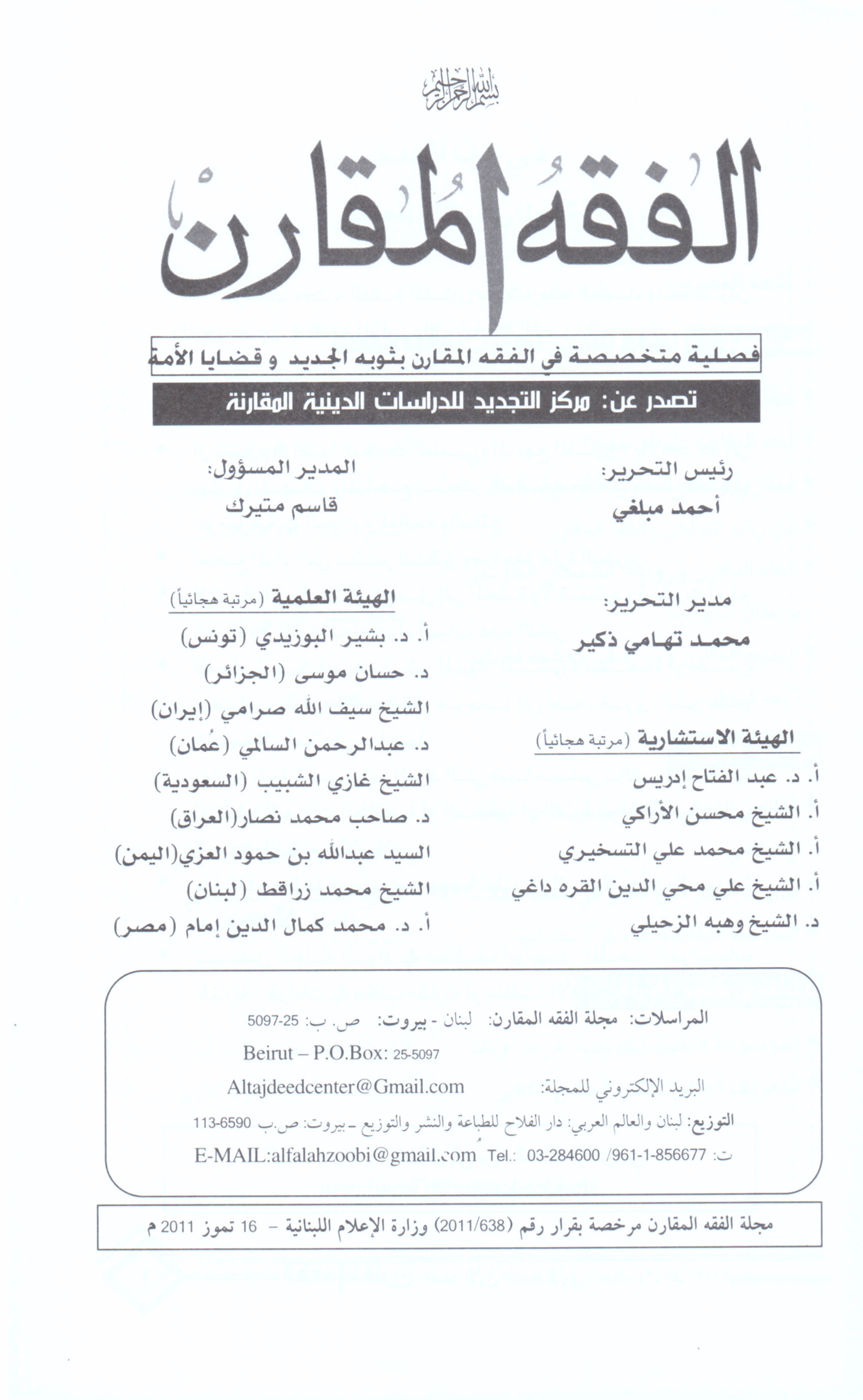
الصفحة الأولى من العدد الأول لمجلة الفقه المقارن

.

## الأهداف
يبين أحمد مبلغي رئيس تحرير المجلة في مقدمة العدد الأول منها أهداف المجلة هكذا: «لا تزال الأوساط الفقهية، والمراكز والمعاهد العلمية المتخصصة في الفقه تصب جل اهتمامها ورعايتها على الفقه المقارن، وتسعى إلى بلورته بما يتناسب وحجم أهميته، لما يمتاز به هذا اللون من الفقه من خصائص ساهمت في تفوقه على سائر الألوان. والتي من أبرزها أنه لا يكتفي بتوسيع مجال البحث العلمي، من خلال جمع شتات الرؤى المختلفة على صعيد واحد، بل لأنه يوازن بين الأدلة التي يستقيها من المصادر المختلفة والمتعددة، وقياس بعضها إلى البعض الآخر، من أجل تهيئة المناخات الملائمة لتنشيط البحث العملي وتعزيز الازدهار الثقافي في العالم الإسلامي».